# Ralph Cudworth
Ralph Cudworth (Aller, 1617 – Cambridge, 26 giugno 1688) è stato un filosofo e teologo inglese che fu uno dei principali autori della rinascita nella filosofia inglese del platonismo che ebbe come centro diffusore la scuola di Cambridge.

## Vita e opere
Pastore reggente di una piccola parrocchia fu professore d'ebraico nel 1645 nell'Università di Cambridge e successivamente nel 1654 rettore del Christ's College nella stessa università dove rimarrà sino alla sua morte.
Rimasto orfano del padre nel 1624 fu ben educato dal secondo marito della madre il pastore Dr. Stoughton che lo fece studiare nell'Emmanuel College, di Cambridge.
Nel 1642 pubblicò un discorso intitolato A Discourse concerning the true Notion of the Lord's Supper (Discorso riguardante il vero concetto della cena del Signore) e un opuscolo dal titolo  The Union of Christ and the Church (L'Unione di Cristo e della Chiesa)
Nello stesso anno in cui ottenne la cattedra di professore d'ebraico nel 1645 fu riconosciuto come caposcuola di un gruppo di intellettuali chiamati "platonici di Cambridge" che si erano più o meno schierati durante la Rivoluzione inglese con gli ideali repubblicani. 
La stima di cui godeva Cudworth non diminuì con il calo della vista: essa fu tale da essere consultato da John Thurloe (1616-1668), segretario particolare di Oliver Cromwell (1599-1658) presso il consiglio di Stato per le nomine nelle università e nello stesso governo.
Molto apprezzati furono i suoi discorsi alla Camera dei Comuni come quello del 31 marzo 1647 dove difendeva i principi della tolleranza religiosa e della carità cristiana.
Nel 1665 Cudworth entrò in polemica con il suo amico Henry More (1614-1687) che stava scrivendo un trattato d'etica che Cudworth temeva potesse interferire con una sua opera già pronta per la pubblicazione sullo stesso argomento. More per evitare ogni contrasto darà alle stampe il suo libro in latino mentre Cudworth non pubblicò più la sua opera.
Nel 1678 pubblicò  The True Intellectual System of the Universe: the first part, wherein all the reason and philosophy of atheism is confuted and its impossibility demonstrated (Il vero sistema intellettuale dell'universo: prima parte, nella quale la ragione e la filosofia dell'ateismo vengono confutati e dimostrati impossibili). Di quest'opera non venne pubblicata una seconda parte forse a causa delle discussioni teologiche nate in seguito alla prima edizione.
Cudworth morì il 26 giugno del 1688. Dei suoi figli gli sopravvisse solo la figlia Damaris che sposò in seconde nozze sir Francis Masham; donna di talento lady Mashan fu amica di John Locke e intrattenne rapporti epistolari con Gottfried Leibniz.

## Il pensiero
L'obiettivo principale di Cudworth è dimostrare la validità dello spiritualismo. Coloro che infatti negano che la realtà abbia una causa spirituale sostengono a riprova di ciò che ogni conoscenza è posteriore agli oggetti che la riguardano ma la nostra attività conoscitiva non è un centro che raccolga i dati sensibili che provengono dagli oggetti esterni: al contrario la conoscenza si basa su una originaria forza spirituale. Lo spirito è costituito da «essenze intelligibili», da pensieri validi universalmente sulla cui base si può esplicare la conoscenza. Appare chiaro qui il riferimento alla struttura ideale della conoscenza platonica in analogia con la quale Cudworth teorizza che il conoscere non è un passivo ricevere dati dall'esterno ma al contrario una incondizionatà attività formatrice e unificatrice della realtà. 
Cudworth rigetta infatti il dualismo cartesiano di pensiero (res cogitans) (coscienza) ed estensione (res extensa) sostituendola con i concetti di attività e passività. Dalla libera attività intellettuale nascono i principali concetti logici come essere e non-essere, necessità e contingenza e i principi morali del dovere, della giustizia e della libertà.
Alla libertà in particolare Cudworth dedicò la sua opera Trattato sulla morale eterna e immutabile (postumo, 1731) dove polemizzò con la dottrina della predestinazione di Calvino.

### The True Intellectual System of the Universe
Cenno a parte merita la più vasta, e forse famosa opera di Cudworth, The True Intellectual System of the Universe..., ben 900 pagine in cui il cantabrigense si propone di trattare della libertà e della necessità,  allo scopo di confutare tutte le filosofie atee che pongono il determinismo alla base delle azioni umane. 
Ma, prima di giungere alla questione morale vera e propria (che di fatto non trova, poi, svolgimento nell'opera di cui possediamo solo una delle tre parti previste), Cudworth vuole spiegare quale sia l'origine del reale da un punto di vista metafisico in cui appare la contrapposizione tra il sistema dell'universo degli atei, da una parte, e quello copernicano, dall'altra.
Questa la scansione dell'opera che il filosofo propone nella Prefazione: 
- nel capitolo primo tratterà dell'atomismo, la prima falsa ipotesi sull'universo.
- Nel secondo capitolo vengono delineate le ragioni degli atei: tale è l'accuratezza nelle argomentazioni che alcuni contemporanei hanno accusato lo stesso Cudworth di sostenere l'ateismo.
- Nel terzo capitolo analizza gli ateismi dividendoli in due gruppi distinti: entrambi fanno derivare tutto dalla materia ma, gli uni la considerano priva di attività e vita (ateismo democriteo), gli altri la intendono come l'unica entità dotata di potenza vitale (ateismo ilozoistico); accomuna entrambi gli ateismi l'estromissione dell'universo di una qualche forza incorporea. Per confutare entrambe le teorie Cudworth farà appello a una nozione di chiara matrice platonica e rinascimentale, cui dedicherà un'ampia digressione tesa a dimostrare l'esistenza di una universale realtà spirituale che attraversa tutto l'esistente dalla natura primitiva ("natura plastica") a Dio.[4]
- Nel quarto capitolo,  il più schiettamente teologico, Cudworth propone una dimostrazione dell'esistenza di Dio, una prova a priori e a posteriori contemporaneamente,  e una digressione storica sul concetto di Trinità: l'antica origine è,  a detta del platonico inglese, prova dell'autenticità.
- Il quinto e ultimo capitolo contiene una puntuale risposta contro le argomentazioni degli atei che imputano l'origine della religione alla paura, all'ignoranza e alle menzogne dei governanti.

Peculiare del pensiero di Cudworth è il volgere lo sguardo al passato per confutare gli ateismi di tutti i tempi: la filosofia platonica e il platonismo reinterpretato da Plotino sono il sottofondo per screditare le teorie atee e dare nuovo lustro alle principali dottrine cristiane.